# Ulica Chorzowska w Świętochłowicach
Ulica Chorzowska − jedna z głównych ulic Świętochłowic przebiegająca przez dzielnice Lipiny (na zachodzie) i Piaśniki (na wschodzie).

## Budowa
W 1818 rozpoczęto budowę pierwszej na Górnym Śląsku bitej drogi. Miała ona łączyć Gliwice z Królewską Hutą i prowadzić m.in. przez Piaśniki i Lipiny. Inicjatorem budowy był Zarząd Huty Królewskiej. Drogę ukończono w 1826 i nazwano Kronprinzenstrasse, czyli Drogą Następcy Tronu na cześć Fryderyka Wilhelma IV. Później ulica nosiła nazwę także Lenina (do 1990).

## Obecna zabudowa przy ulicy
Przy ulicy znajduje się lipiński ratusz 1908 oraz dwa kościoły: kościół św. Augustyna w Lipinach i kościół Najświętszego Serca Pana Jezusa w Piaśnikach. W dzielnicy Lipiny przy ulicy znajdują się kamienice z XIX i początku XX wieku.
Przy ul. Chorzowskiej znajduje się zespół zabudowań walcowni na terenie Zakładów Metalurgicznych Silesia, obejmujący: budynek walcowni, budynek kotłowni, budynek warsztatu mechanicznego, budynek pralni i rozdzielni elektrycznej. Zespół został wpisany do rejestru zabytków dnia 23 XII 1987 (nr rej.: A/1355/87).
Przy ulicy Chorzowskiej 36 zlokalizowana jest kaplica szpitalna, wpisana do rejestru zabytków (nr rej.: A/245/09 z 25 maja 2009), wybudowana w latach 1903−1904.
Wzdłuż całej ulicy przebiegają tory linii tramwajowej 11 oraz w mniejszym odcinku 17.